# Bundesautobahn 280
De Bundesautobahn 280 is een Duitse autosnelweg en de verbinding van de Nederlandse A7 bij Bad Nieuweschans met de Duitse A31. De weg kan worden gezien als de voortzetting van de A7.
De weg is 4,5 km lang en heeft één op- en afrit, te weten die van Bunde-West.